# Żołnierz królowej Madagaskaru (film 1939)
Żołnierz królowej Madagaskaru – polski film fabularny w reżyserii Jerzego Zarzyckiego, nakręcony w 1939 roku na podstawie farsy Stanisława Dobrzańskiego, przerobionej przez Juliana Tuwima (zob. sztuka Żołnierz królowej Madagaskaru).
Prace na filmem podjęto pod koniec II Rzeczypospolitej. Był to jeden z kilku filmów będących w produkcji w czasie wybuchu II wojny światowej, na którego dokończenie zgodzili się niemieccy okupanci. Film uległ zniszczeniu, a w 1958 roku Jerzy Zarzycki nakręcił nową wersję (kolorową) pod tym samym tytułem.

## Treść
Nieśmiały adwokat z Radomia, Saturnin Mazurkiewicz, przybywa do stolicy. Zamierza starać się o rękę Sabiny Lemięckiej, wychowanicy państwa Mąckich, która jednak podkochuje się potajemnie w synu swoich opiekunów - Władysławie. Władzio Mącki nie zwraca jednak uwagi na skromną panienkę, gdyż sam kocha się w diwie kabaretowej Kamilli. Na prośbę państwa Mąckich, mecenas Mazurkiewicz osobiście udaje się za kulisy teatrzyku, by wyrwać młodzieńca z rąk niebezpiecznej uwodzicielki, jednak na miejscu sam ulega jej czarowi.

## Obsada
- Lena Żelichowska - Kamila
- Karin Tiche - Sabina
- Ludwik Sempoliński - stryj Władzia
- Michał Znicz - Mazurkiewicz - adwokat z Radomia
- Zbigniew Rakowiecki - Władzio Mącki
- Mieczysława Ćwiklińska - matka Sabiny
- Janina Sokołowska - matka Władzia Mąckiego
- Stanisław Grolicki - Grzegorz, lokaj Mąckich